# Americký sen

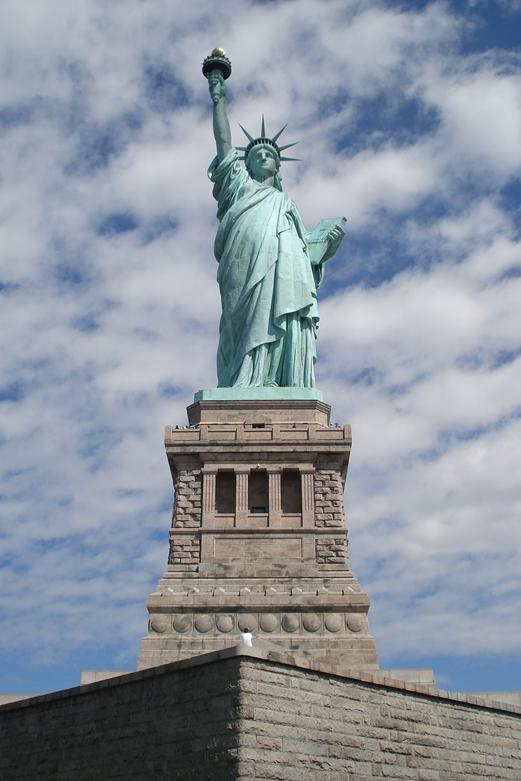
Pro většinu přistěhovalců byla socha svobody v New Yorku to první, co z USA viděli

Americký sen (American dream) je víra, vidina či jev rozšířený ve Spojených státech amerických, podle něhož každý, především pomocí tvrdé práce, chytrosti a odvahy, může dosáhnout výrazného společenského vzestupu a zbohatnutí („z poslíčka milionářem“).
Název vznikl při velké vlně přílivu Evropanů do USA v 19. a 20. století. Právě fenomén amerického snu lákal stále další přistěhovalce osídlit Severní Ameriku a velký význam má i dnes. Mnoho přistěhovalců přesidluje do USA právě z tohoto důvodu.
Příkladem splněného amerického snu jsou významné osobnosti jako Henry Ford, Barack Obama, Arnold Schwarzenegger a Michael Jackson.
Gatsbyho křivka však ukazuje, že sociální nerovnost (podle Giniho koeficientu) se předává od rodičů. V USA je tato nerovnost zpravidla větší než u jiných vyspělých zemí. Z dostupných údajů vyplývá, že po druhé světové válce je sociální vzestup obtížnější než ještě v roce 1940. Tehdy dosahovalo 90 % mladých lidí vyšších reálných příjmů než jejich rodiče. V 80. letech
20. století se takový úspěch dařil již jen 50 % příslušníků mladé generace. Příklady dědičného bohatství a také politické moci jsou rody jako Rockefellerové či Kennedyové.